# Lattara
Lattara est une cité portuaire antique mentionnée à plusieurs reprises par les auteurs latins : Pomponius Mela, Pline l'Ancien ou l'Anonyme de Ravenne. Découverte en 1963, elle correspond à la ville moderne de Lattes, située dans le département de l'Hérault en Languedoc-Roussillon. Le site accueille le musée archéologique de Lattes.

## Toponymie
L’origine gauloise du nom de Latera, comme celui d’Arles Arelate, provient des termes are, « devant les » ou « près de » et de latis, « marais » ou « fleuve », le toponyme signifiant ainsi la ville « du fleuve et du marais ».

## Présentation du site et historique des recherches
Située à 5 km au sud de l'actuelle Montpellier, Lattara était implantée en milieu lagunaire. La ville était au contact direct des étangs littoraux qui avaient dans l’Antiquité une surface beaucoup plus vaste qu'aujourd'hui. Le delta du Lez comportait trois branches principales (aucune ne correspondant au Lez actuel) entre lesquelles s’est développé l’habitat protohistorique et romain, tandis que les nécropoles sont installées plus à l’est.
A l'automne 1963, à Lattes, deux écoliers découvrent sur une parcelle agricole de Saint-Sauveur (Lattes), dans un champ récemment labouré, des tessons de céramiques campaniennes à vernis noir antérieures à l'époque romaine. Ils rapportent leur découverte à Henri Prades, leur instituteur, directeur d'une école de Montpellier[Passage contradictoire] et archéologue, qui mène une première campagne de fouilles en mai 1964 sur les terrains de l'agriculteur concerné, avec l'accord des services de l'État.

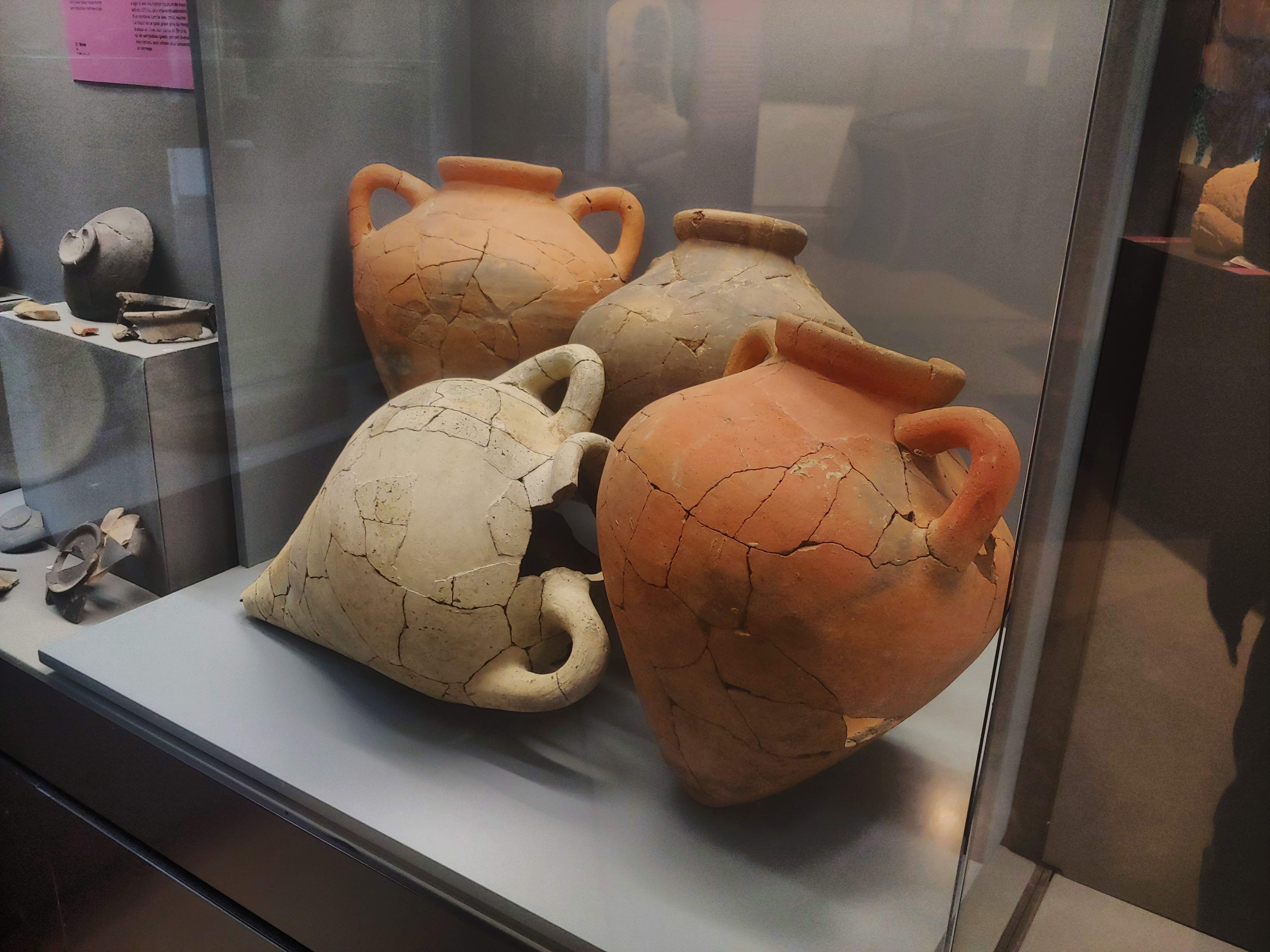
Céramiques gauloises à Lattara.

Les fouilles menées depuis 1983 ont justifié la création d'un Centre de documentation archéologique et d'un musée en bordure du gisement.

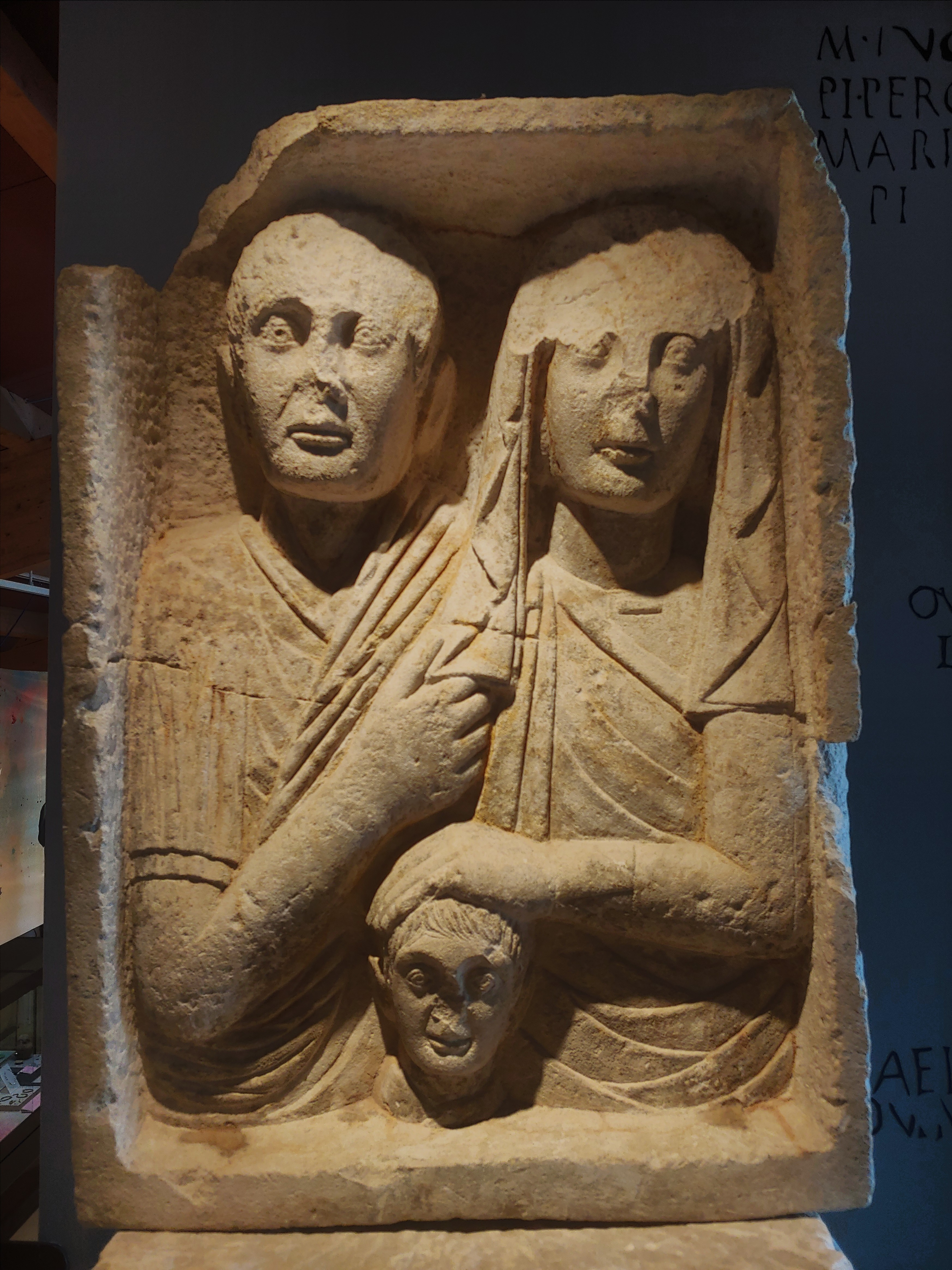
Stèle funéraire gallo-romaine.

Depuis 1983, s'est développée sous la direction de Michel Py directeur de recherche au CNRS et de Dominique Garcia professeur des universités, une importante fouille programmée, support d'un Chantier école international d'archéologie auxquels participent de nombreuses institutions françaises (CNRS, universités, ministère de la Culture, Inrap, région Languedoc-Roussillon) et étrangères (universités de Lérida, Barcelone, Grenade, Chicago, Naples, Salerne, Lecce, etc.).

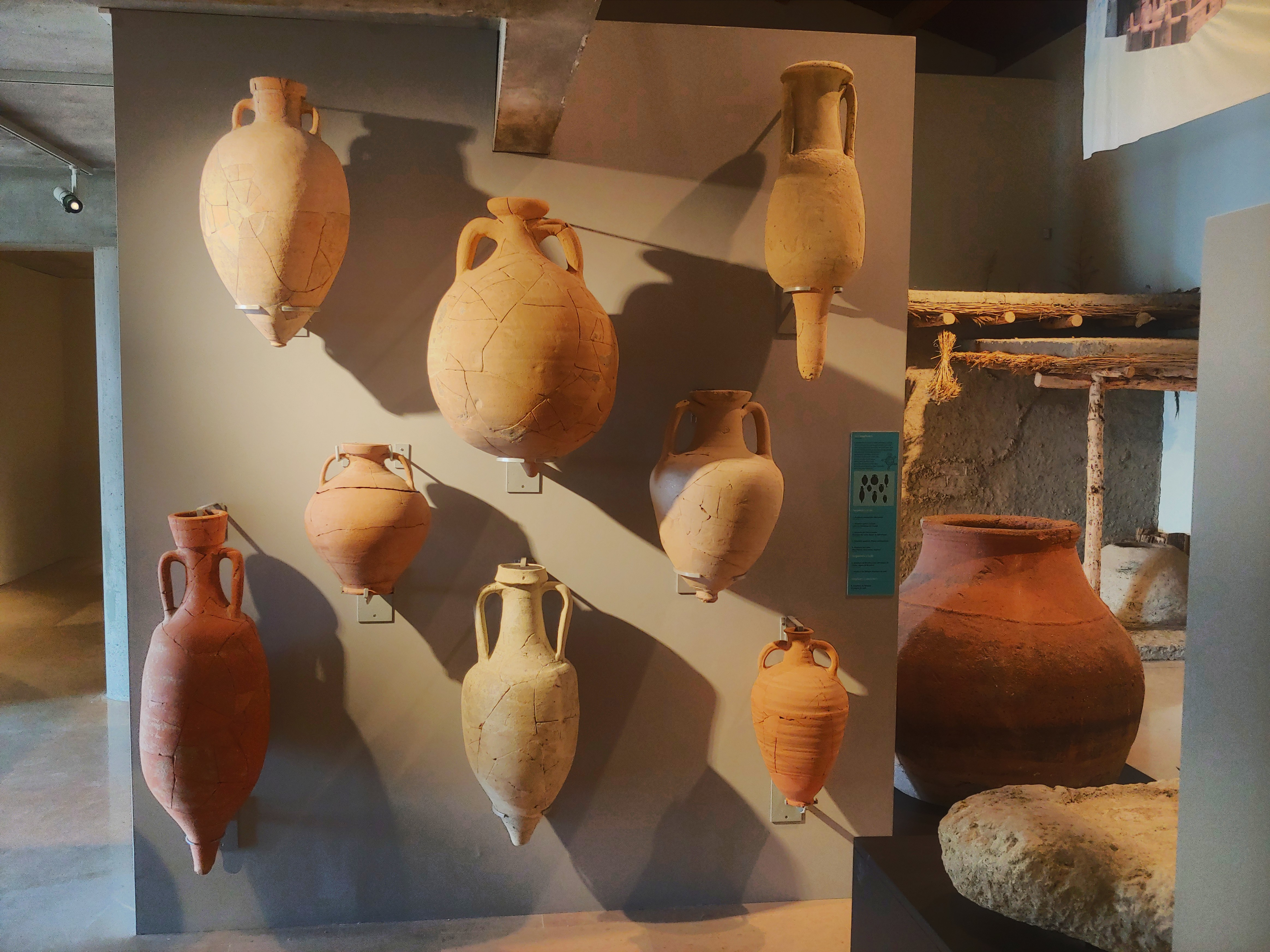
Amphores trouvées sur le site de Lattara.

L'importance du site est justifiée par le fait que la totalité du site archéologique a été inscrite au titre des Monuments historiques le 28 février 2003.

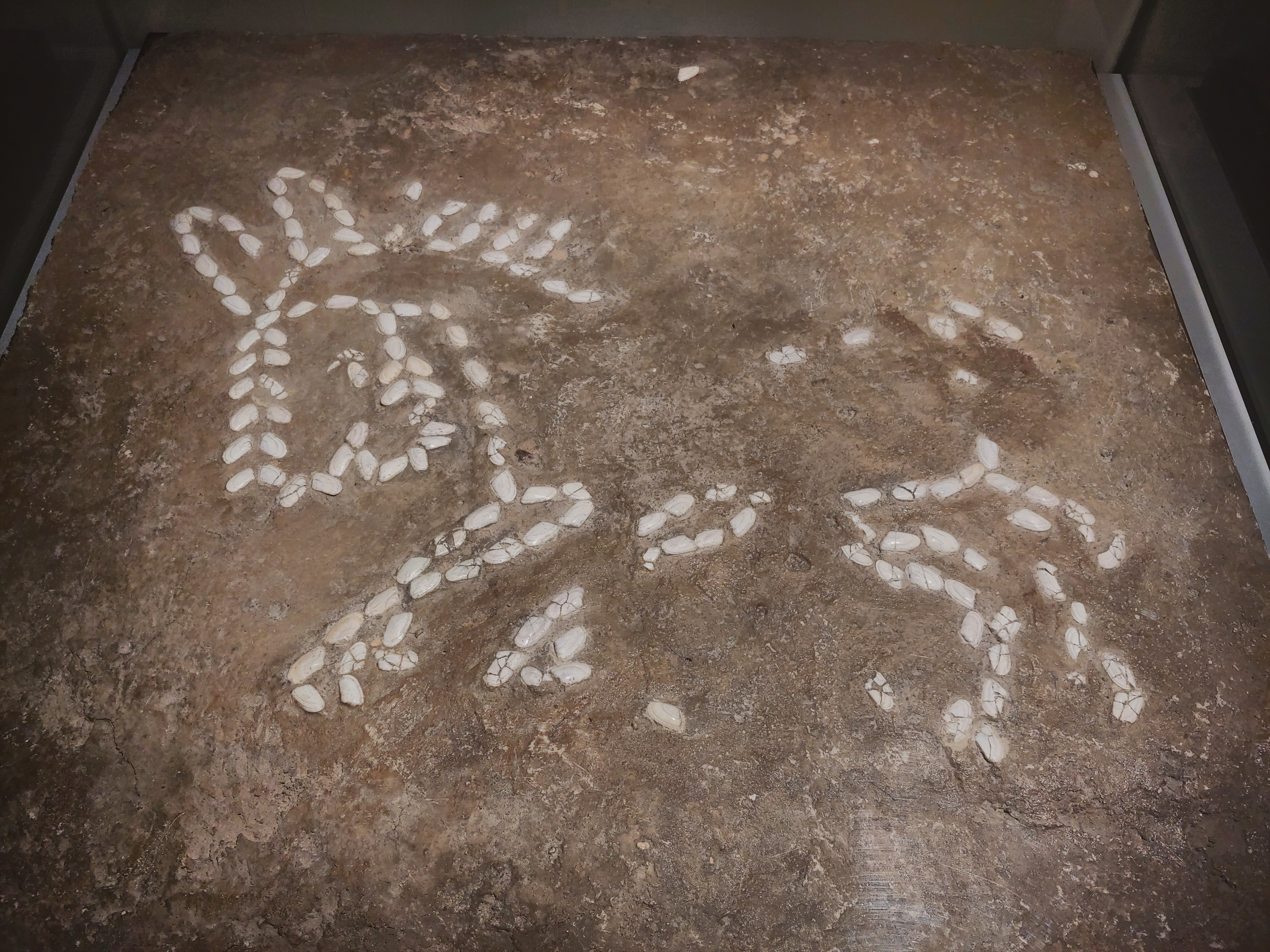
Décor gaulois réalisé avec des coquilles de tellines.

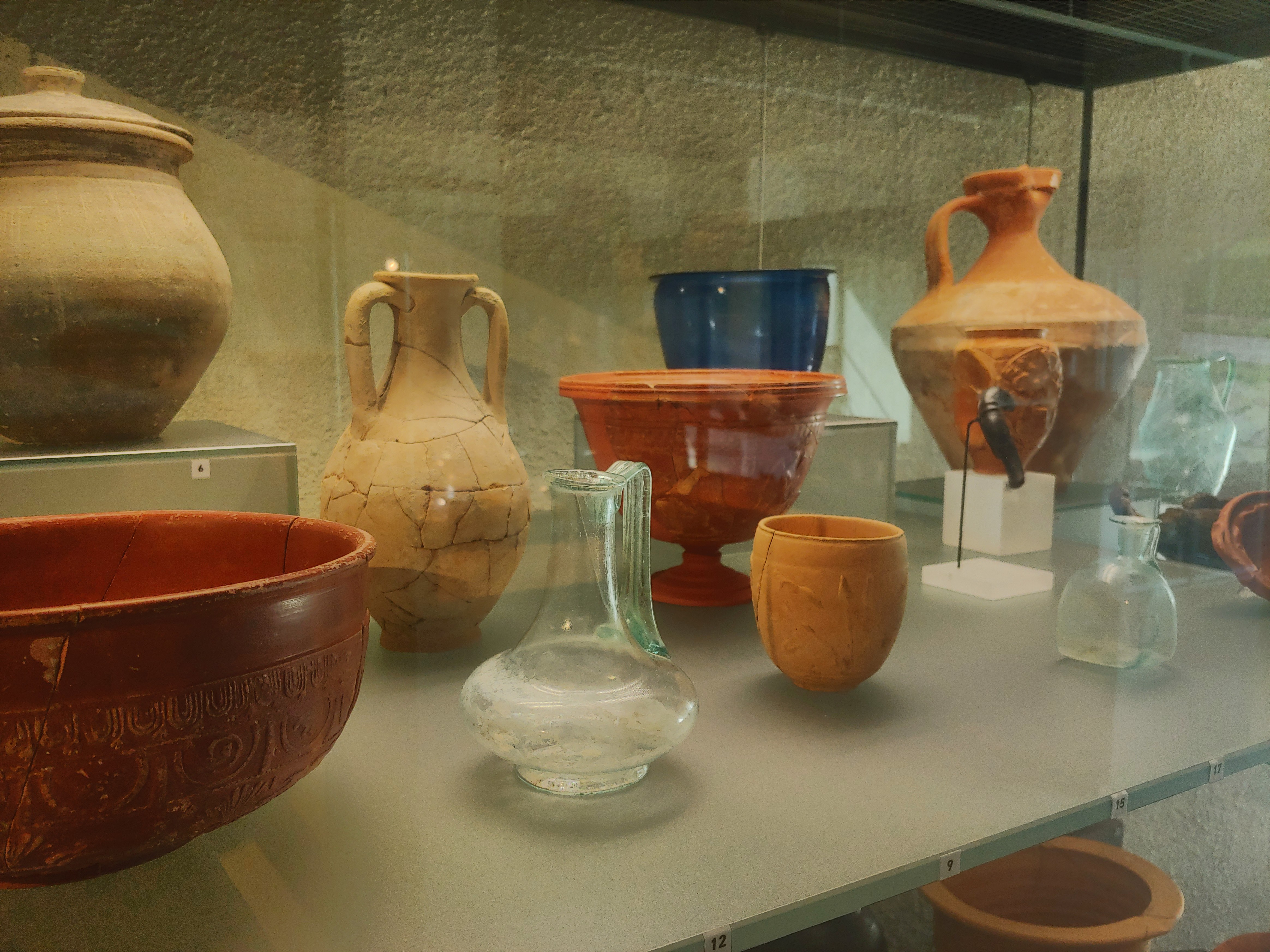
Flacons gaulois du site de Lattara.

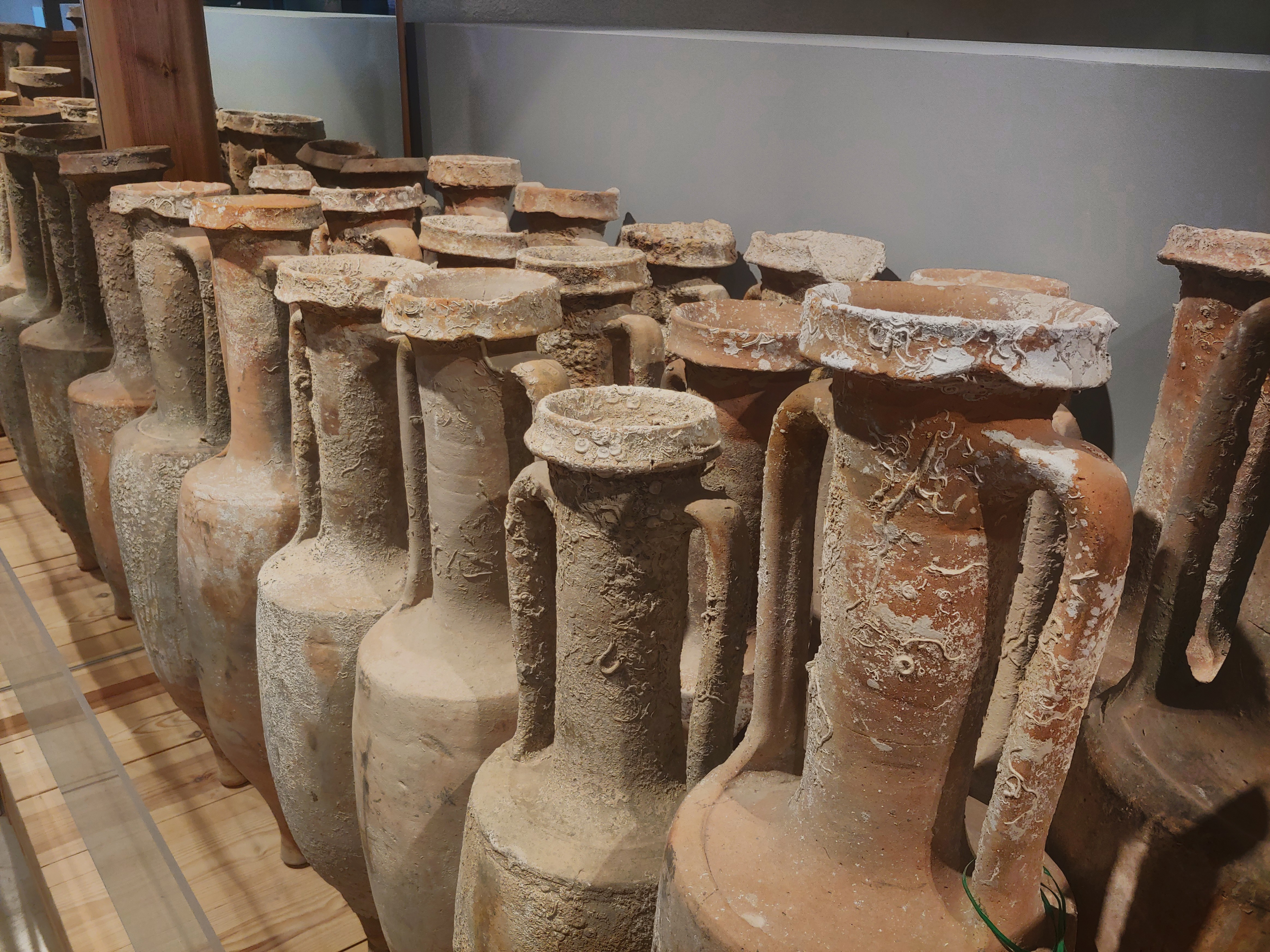
Amphores de Lattara.

## Histoire du site

### Occupation préhistorique
Les plus anciennes traces de fréquentation actuellement repérées datent du Néolithique moyen. Un hiatus semble exister entre environ 3000 et 800 ans av. J.-C. Après cette date, une modeste occupation est attestée au Bronze final et au début de l'âge du fer.

### Fondation de la ville
La fondation de la ville protohistorique intervient au cours du dernier tiers du VIe siècle av. J.-C. Sont alors construites à la fois une enceinte et des maisons en pierre et en brique. Les objets originaux et des graffitis en langue étrusque — les seuls connus en France — ont suggéré l'hypothèse que des courtiers venus d'Étrurie auraient joué un rôle dans la création et l'urbanisation rapide de l'agglomération,,.

« Les premiers qui réussissent à construire un réseau efficace d'échanges sur les rivages gaulois sont les Étrusques... Pendant près de trois quarts de siècle (des environs de 625 aux environs de 550 av. J.-C.) les Étrusques vont occuper une position dominante dans les transactions maritimes qui se développent en Provence et en Languedoc. »

— Michel Py, Dictionnaire des céramiques antiques (VIIe s. av. n. è.-VIIe s. de n. è.) en Méditerranée nord-occidentale (Provence, Languedoc, Ampurdan), Lattara 6, 1993, page 84,,,.

### Croissances successives
Si les données topographiques restent stables pour le Ve siècle av. J.-C., où l'habitat se cantonne dans les mêmes limites, les échanges dont témoigne le mobilier d'importation montrent que le port passe alors et pour une longue période sous le contrôle plus ou moins direct des Grecs de Marseille. Aux IVe et IIIe siècles av. J.-C. se place une première phase d’extension de l'habitat. Les fouilles ouvertes sur près de deux hectares ont révélé pour cette période une restructuration de la trame urbaine, avec notamment la création des principales artères de circulation et l'implantation d'un tissu plus dense.
La ville connaît à nouveau à partir du IIe siècle av. J.-C. une croissance qui porte sa surface à une vingtaine d’hectares. Le Haut Empire demeure une phase d'occupation intense du site portuaire. Cependant, la façade orientale de la ville fait l'objet d’importants remaniements, en liaison avec l’abandon partiel de la fortification et la canalisation du Lez. Des plans d’habitation différents apparaissent également à la périphérie du cœur ancien. S'il est probable que l'aire urbanisée atteint alors son extension maximale, on soulignera l’absence actuelle de vestiges de monuments publics du type de ceux qui caractérisent les centres urbains méridionaux.

### Les activités de Lattara
La Lattes antique correspondait sans doute à un type particulier de port, adapté au milieu lagunaire. Un document épigraphique témoigne très directement de ce fait : l’inscription d’Astrapton, qui révèle l’existence chez les Lattarenses de corporations de fabri (ouvriers du bâtiment ou des constructions navales) et d’utric(u)larii (fabricants d’outres et de radeaux). Les pontons sur pilotis retrouvés dans le port pourraient avoir été adaptés à ces transbordements.

## Autres traces d'habitat
Les restes de l'habitat antique actuellement visibles appartiennent pour la plupart à la période récente de l'âge du fer (IVe – IIe siècle av. J.-C.). Le quartier dégagé à proximité du musée est structuré à la fois par l'enceinte qui le borde à l'est et au sud, et par deux rues principales se rejoignant en angle droit. L'enceinte (qui remonte au VIe mais qui est restaurée au  IVe siècle av. J.-C.) comprend une porte au sud, protégée par des bastions et permettant d'accéder au port. Une tour monumentale creuse est située au sud-est. Les structures bâties visibles à l'extérieur de l'enceinte, liées au port (entrepôts), sont pour la plupart d'époque romaine.
À l'intérieur des murs par contre, les maisons, bien que d'âges divers, appartiennent presque toutes à l'âge du fer. Cet habitat se répartit en quartiers allongés, regroupant des habitations constituées d'ordinaire par une à quatre pièces, éventuellement complétées par des courettes privées. Les îlots sont séparés par des rues charretières, ou bien par des venelles étroites, passages piétonniers ou drains. Quelques maisons plus grandes, à plan soit compact, soit organisées autour d'une cour intérieure, se ressentent d'influences méditerranéennes et appartenaient apparemment à l'élite.
Par son niveau de vie — dont témoigne un abondant mobilier archéologique, en partie exposé au musée —, par l'aspect très évolué de son habitat, par son rôle économique majeur, l'agglomération lattoise apparaît comme l'une des plus dynamiques de la Protohistoire méridionale.

## Lattara aujourd'hui: le musée archéologique de Lattes

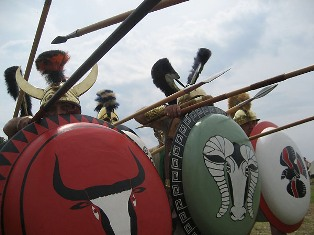
Reconstitution étrusque à Lattes (juin 2010, groupe Pax Augusta).

Le complexe archéologique de Lattara constitue aujourd'hui un des plus grands chantiers archéologiques du midi de la France, et réunit des personnels issus du CNRS, de l'université de Montpellier et du ministère de la Culture au sein d'un même groupe de recherche.

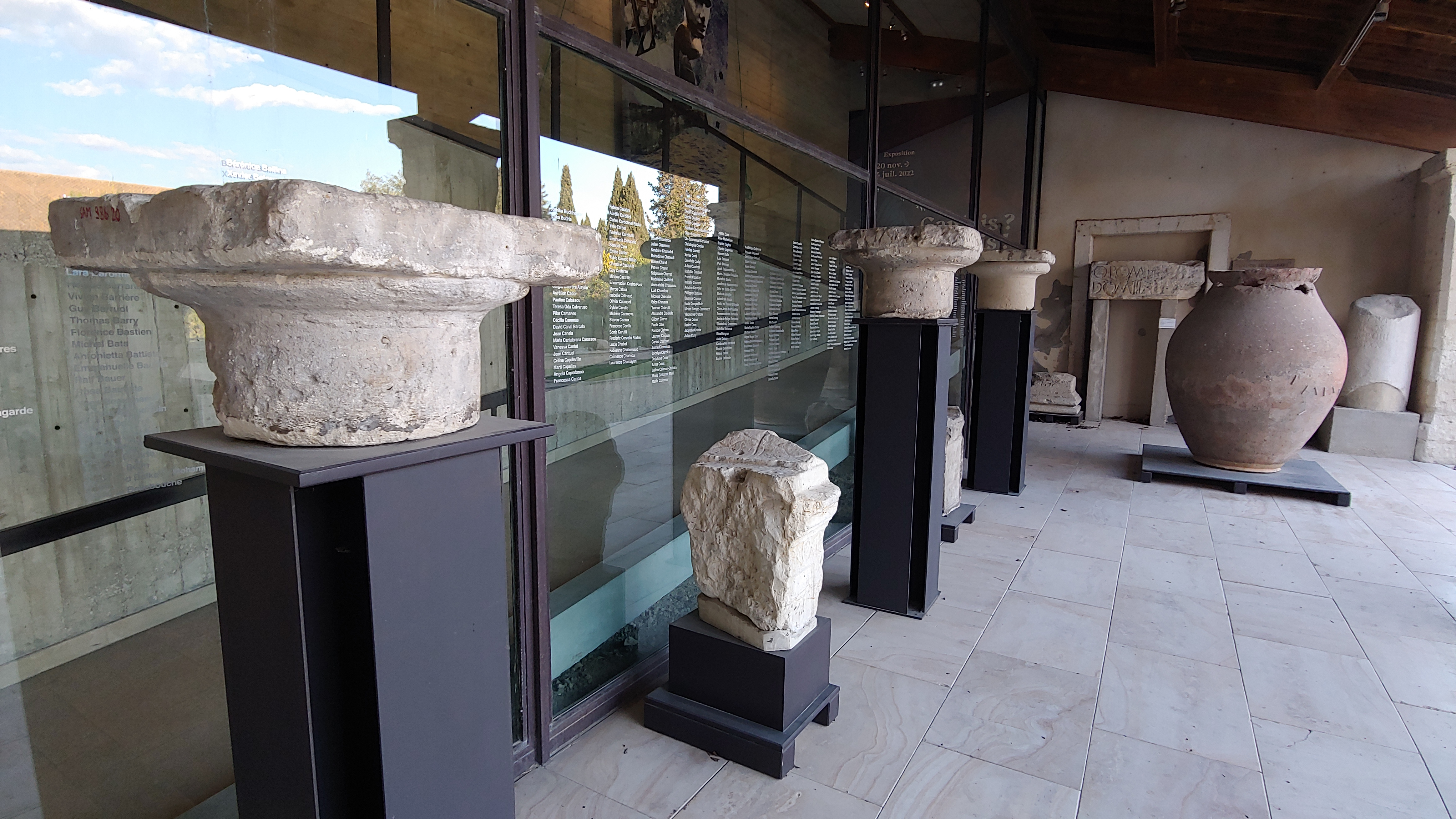
Entrée du musée Henri-Prades.

La gestion du site et de son musée archéologique a été transférée en 2006 à la communauté d'agglomération de Montpellier, qui y conduit une politique de valorisation et d'animation dynamique, avec des expositions temporaires, des animations de reconstitution et un service médiation tourné vers l'accueil des groupes scolaires.

## Sépultures
Une nécropole du Haut-Empire fut mise au jour avec au moins 171 sépultures, dans lesquelles furent relevés épitaphes et mobiliers présentés au sein du musée.